# Sekrety
Sekrety – albańsko-niemiecki film fabularny z roku 2008 w reżyserii Spartaka Pecaniego, na motywach powieści Lehje neper nate Vangjela Kozmy.

## Opis fabuły
Pierwszy po 15-letniej przerwie film Spartaka Pecaniego. Akcja filmu rozgrywa się w szpitalu psychiatrycznym w Tiranie, w okresie rządów Ramiza Alii. Do szpitala trafiają cztery osoby, które próbowały zniszczyć pomnik Envera Hodży. Na lekarzach spoczywa obowiązek diagnozy choroby psychicznej, na którą cierpią.

## Obsada
- Bujar Asqeriu jako dyrektor szpitala
- Valbona Imami jako Ana
- Eftiola Lakça jako Klara
- Neritan Liçaj jako Landi
- Drita Pelingu jako matka Landiego
- Paskal Prifti jako śledczy
- Bedri Jashari jako bandyta
- Petrit Biberaj jako bandyta
- Burhan Cani jako pacjent
- Bajram Dosti jako pacjent
- Ermela Teli jako Era
- Ndriçim Xhepa jako lekarz
- Enver Petrovci